# Wrigley
Wm. Wrigley Jr. Company, Wrigley (произносится Ригли) — американская компания, известный производитель жевательной резинки Wrigley’s Spearmint, Doublemint, Juicy Fruit и кондитерских изделий. Штаб-квартира — в Чикаго (здание штаб-квартиры, небоскрёб Wrigley Building, является одной из узнаваемых чикагских достопримечательностей).

## История
Компания «Wrigley» была основана 1 апреля 1891 года американским предпринимателем Уильямом Ригли-младшим. 29-летний Уильям Ригли-младший (1861–1932) переехал в город Чикаго из Филадельфии с 32 долларами и идеей начать бизнес по продаже мыла «Ригли». Ригли решил предлагать бонусы в качестве стимула для покупки его мыла, добавляя к мылу бесплатный разрыхлитель. Позже он сконцентрировал свое внимание на бизнесе по производству разрыхлителей, в котором он начал предлагать две упаковки жевательной резинки за каждую покупку банки с разрыхлителем. Премиальная жевательная резинка стала неожиданно очень популярной, в результате чего предприниматель в очередной раз переключил свое внимание на новый продукт. В 1921 году Ригли стал основным владельцем «Chicago Cubs». Дилерам продукции Ригли также выдавал премиальные товары, такие как часы, кофемолки или рыболовные снасти, размер премии варьировался в зависимости от размера заказа. 
Ригли полагался на рекламу для увеличения продаж жевательной резинки «Wrigley’s Spearmint», которую он представил в 1893 году. К 1908 году продажи «Wrigley’s Spearmint »превышали 1 000 000 долларов в год. В 1911 году Ригли приобрел «Zeno Manufacturing» — компанию, производившую его жевательную резинку, и основал «Wm. Wrigley Jr. Company». 
Жевательная резинка «Ригли» традиционно изготавливалась из чикла, который поступал в основном из государств Латинской Америки. В 1952 году, в Гватемале, где «Wrigley» закупала основную часть чикла, началась масштабная аграрная реформа, был издан специальный «указ 900», направленный на прекращение фактически рабских условий труда крестьян-фермеров. В ответ на этот шаг гватемальских властей «Wrigley» прекратила закупать чикл в связи с экономической нецелесообразностью. Чикл был заменен в продукции на синтетический каучук, который оказался существенно дешевле в производстве.
Завод для производства жевательной резинки был построен компанией «Wrigley» в городе Санта-Круз (Калифорния) в 1955 году. В апреле 1996 года компания сообщила о закрытии этого завода. Производственные мощности площадью 385 000 квадратных футов были выставлены на продажу в октябре 1996 года общей стоимостью 11,3 миллиона долларов США (то есть около 30 долларов за квадратный фут).

### Слияния и поглощения
В 2005 году Wrigley приобрела «Life Savers» и «Altoids» у «Kraft Foods» за 1,5 миллиарда долларов США. В январе 2007 года Wrigley сообщила о покупке за 300 миллионов долларов США 80 % акций российского производителя конфет и шоколада «А. Коркунов», которому принадлежит кондитерская фабрика в Одинцово. По условиям сделки основатель компании, Андрей Коркунов, сохранил пост председателя совета директоров «А. Коркунов» как минимум на 2 года. Помимо этого заключен опцион на покупку оставшихся 20% акций компании не раньше, чем через 2 года у Андрея Коркунова и его делового партнёра Сергея Ляпунцова. К настоящему моменту оставшиеся 20% акций выкуплены.
В конце апреля 2008 года американская компания Mars объявила о достижении договорённости о поглощении «Wrigley.» Сумма сделки составила $23 млрд, годовые продажи объединённой компании, как ожидается, составят около $27 млрд.

## Собственники и руководство
100% акций компании принадлежит компании «Mars Inc». Главный управляющий — Мартин Радван.

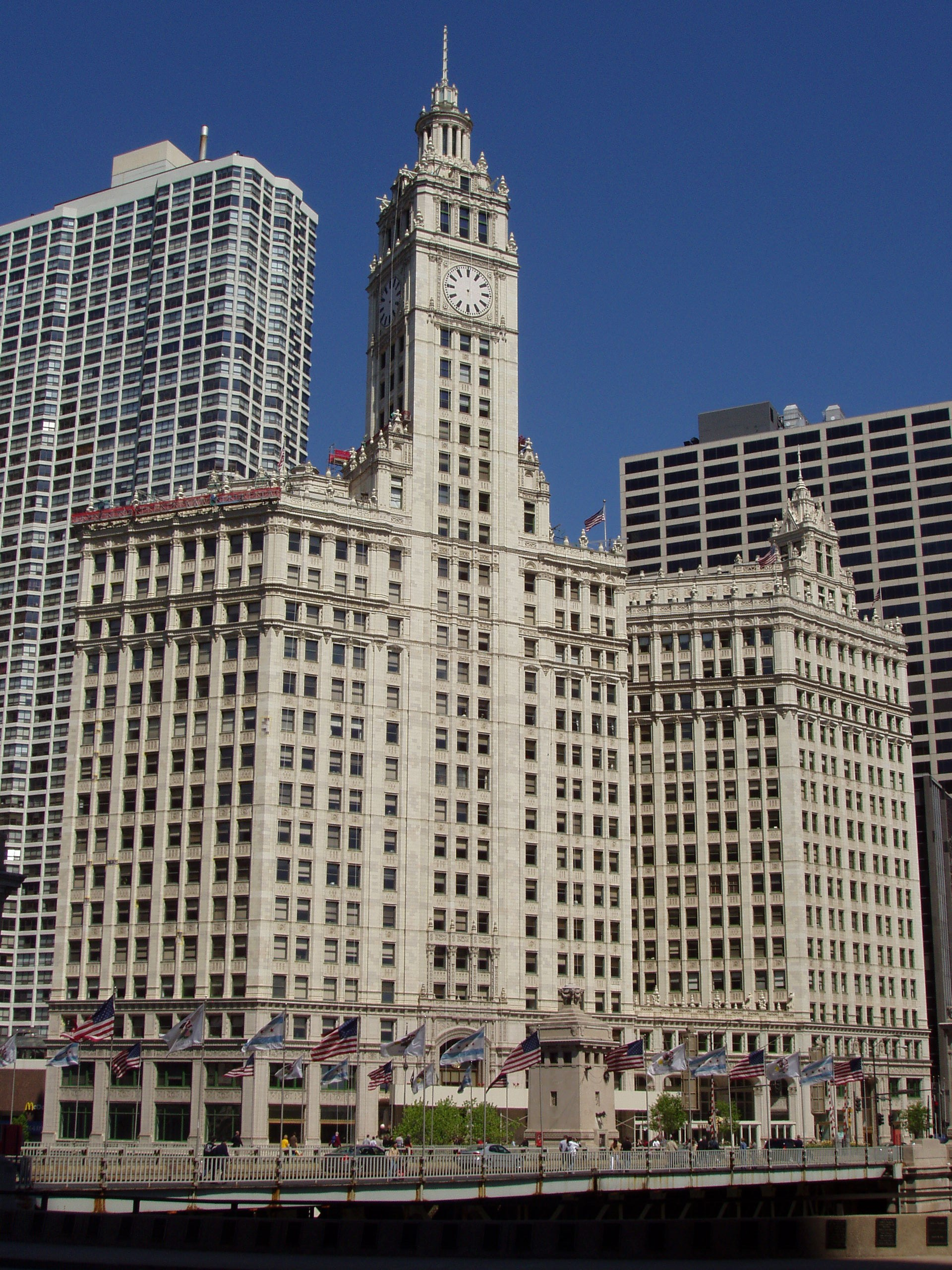
Wrigley Building в Чикаго

## Деятельность
Компания Wrigley выпускает жевательную резинку и конфеты, а также мятные леденцы под брендами Wrigley’s (с 2009 года — 5 (Five Gum)), Orbit, Hubba Bubba, Juicy Fruit, Eclipse, Extra, Big Red и др. (продажи осуществляются более чем в 180 странах мира). Владеет 15 заводами и является одним из крупнейших в мире производителей кондитерских изделий.
Общая численность персонала — 17 тыс. человек. Оборот в 2007 году (финансовый год заканчивается в декабре) — $5,388 млрд.

### Wrigley в России
В России компании принадлежит фабрика по производству жевательной резинки в Санкт-Петербурге. Фонд Wrigley Company Foundation и Стоматологическая Ассоциация России (СтАР) объявили о начале новой благотворительной программы «Детские улыбки России», направленной на улучшение стоматологического здоровья. 

### Отзыв продукции
Отзыв продукции в связи с содержанием сопроводительных рекламных материалов. В марте 2017 года Wrigley в России изъяло из продажи акционную жевательную резинку Five, в рекламе которой представители общественности усмотрели призыв к суициду.

## Бренды
Компания Wrigley производит жевательную резинку и сладости, в общей сложности, под сорока брендами, самые известные из которых перечислены ниже:
- Five
- Altoids[англ.]
- Doublemint
- Eclipse
- Extra[англ.]
- Juicy Fruit
- Life Savers[англ.]
- Orbit
- Skittles
- Starburst[англ.]
- Sugus[англ.]
- Wrigley's Spearmint